# 다마키 분노신
다마키 분노신(일본어: 玉木文之進)은 막말 조슈번 출신의 교육자이며 야마가류(山鹿流) 병법 연구가로 쇼카손주쿠(松下村塾)의 설립자다. 유신 지사 요시다 쇼인의 삼촌이며 자(字)는 조호(蔵甫), 호는 세이인(正韞) 혹은 칸호(韓峰). 통칭 분노신으로 불렸다. 조슈번 하급 무사 집안으로 그의 녹봉은 40석이었다. 조카 쇼인의 영향을 받아 그도 존왕양이 운동을 물심양면으로 도왔다.

## 생애
1810년(분카 7년) 음력 9월 24일 하기시에서 조슈번 하급 무사인 스기 쓰네노리(杉常徳,통칭 시치베에(七兵衛))의 3남으로 태어났다.
1820년(분세이 3년) 음력 6월 아버지의 상관인 타마키 세이지(玉木正路, 쥬에몬(十右衛門))에게 입양돼 후사를 이었다.
1842년(덴포 13년) 쇼카손주쿠를 열고 13살 짜리 조카 요시다 쇼인을 엄히 가르쳤다. 이 때 그가 가르친 것은 야마가 류 병법으로 소위 '난학(蘭學)'이라 불리던 서양 문물 교육은 아니었다. 60여년 뒤 여순항 포위 작전 사령관이자 타이완 총독이 되는 노기 마레스케(당시 8살)도 이 때 분노신의 집에 기거하면서 여기저기 배우러 다녔다고 전해진다. 노기는 분노신의 사돈으로, 친동생이 분노신의 데릴사위가 된다.
1843년(덴포 14년) 양아버지 세이지가 은퇴하고 정식으로 가장이 됐다. 그는 조슈 번청에 녹봉 40석짜리 청지기(大組証人)가 됐다. 이 때 자신이 교장으로 있던 쇼카손주쿠를 사돈이자 친구인 쿠보 고로사에몬(久保五郎左衛門,쇼인의 외삼촌)에게 넘기고 번청으로 갔다.
1856년(안세이 3년) 요시다 군청 서기(吉田代官)를 시작으로 번내 여러 군의 서기를 역임했다.
1859년(안세이 6년) 군 행정비서(奉行)로 영전됨도 잠시, 안세이 대옥 사건으로 조카이자 쇼카손주쿠의 후임 교장이던 요시다 쇼인이 도쿄에 압송되자, 구명을 위해 백방으로 노력했다. 아무 보람없이 쇼인은 처형되고 그도 관직이 삭탈되는 동시에 쇼카손주쿠는 이듬해 폐교됐다.
1862년(분큐 2년) 요시다 군 조달과 직원(郡用方)으로 재임용됐고, 이듬해 오쿠아부 군(奥阿武,おくあぶ) 서기로 복귀해 마침내 영주 옆에서 번정에 참여하게 됐다. 그가 맡은 임무는 에도 막부와 연락보좌역(江戸行相府 当役)이었다. 그는 번내 존왕양이파로 활동하면서 모리 일족 중 하나인 아사 모리씨(厚狭毛利家)에 고용돼 참모로도 일했다.
1865년(게이오 원년) 그의 외동아들 타마키 겐스케(玉木彦助)가 전사했다. 기헤이타이(奇兵隊)에 입대해 다카스기 신사쿠 등 쇼카손주쿠 동문들과 존왕양이 운동에 투신했던 그는 코산사 거병(功山寺挙兵)으로 불리는 존왕파 쿠데타에 참가했다가 희생됐다. 이미 56세였던 분노신은 역시 전투중 사망한 타마키 마사요시(玉木正誼)를 양자로 호적에 올려 그의 유복자인 마사유키를 양손주로 삼는다.
1866년(게이오 2년) 제2차 조슈 정벌로 막부군이 쳐들어오자 하기시 수비를 맡았다. 이후 오쿠방가시라(奥番頭,죠슈 번 최고 집정)를 마지막으로 정계를 은퇴한다.
1869년(메이지 2년) 교수들에 의해 다시 개교했던 쇼카손주쿠가 경영난에 빠지자 교장으로 복귀했다. 곧 그는 교실을 자신의 저택 내로 옮겨 후학들을 계속 가르쳤다. 현재 하기시의 쇼카손주쿠 유적은 그 때의 것이다.
1876년(메이지 9년) 쇼카손주쿠의 문하생이자 메이지 신정부 참의 마에바라 잇세이가 불만사족과 동문들을 모아 하기의 난을 일으켰다. 반란은 얼마 지나지 않아 진압당하고 제자들이 역적이 되자 그는 선조의 묘 앞에서 배를 갈랐다. 향년 67세. 후계는 양손주인 다마키 마사유키(正之)가 이었다. 노기 마레스케의 조카이기도 하다.

## 기타
- 그가 입양된 다마키 씨는 조슈 지방 호족인 노기 씨의 한 분파로, 에도 시대 초기인 17세기 초 노기 덴안(乃木傳庵)의 장남 다마키 하루마사(玉木春政)가 모친의 성을 따른 것이 분파의 시초로 알려져 있다. 따라서 노기 마레스케의 노기 씨와 대대로 서로 양자를 들이기도 하고 겹사돈도 맺는 등 교류가 많았다고 한다. 그래서 노기 마레스케가 어린 시절 그의 집에 기거하며 공부하기도 했다. 분노신의 아들 겐스케가 전사한 후 사돈이자 친구인 노기 마레쓰구(希次, 마레스케의 아버지)의 4남을 후사로 들이게 된다. 그가 다마키 마사요시(玉木正誼)이다.
- 다마키씨를 비롯한 노기 씨가 사사키 겐지의 겐지가 아닌 임진왜란, 정유재란 때 피랍된 조선인의 후손이라 주장하는 일본인도 있다.[2] 그에 반해 노기 마레스케는 공문서에 결재 싸인을 노기 씨의 원래 성씨인 미나모토 마레스케(源希典)라고 곧잘 사용했다고 한다.[3]

## 참고 문헌
- 즈카다 키이치(塚田清市) 著, 노기 대장 사적(「乃木大将事跡」), 노기십삼일회(乃木十三日会) 간행
- 300번 번주 인명사전 제6권(「三百藩藩主人名事典 6」), 신진부츠오라이 샤(新人物往来社)

## 현대 등장 작품
- 언덕 위의 구름(『坂の上の雲』) - 2011년 NHK 대하드라마 에라 준(江良潤) 扮
- 꽃 타오르다(『花燃ゆ』) - 2015년 NHK 대하드라마, 오쿠다 에이지(奥田瑛二) 扮